# Justicia política

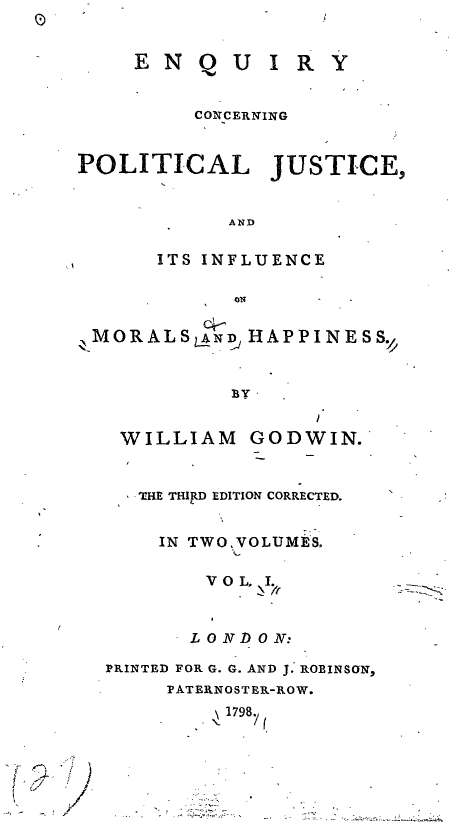
Primera página de la tercera edición de Justicia Política.

Justicia política, cuyo nombre completo en el original fue Enquiry Concerning Political Justice and its Influence on Morals and Happiness (Investigación sobre la justicia política y su influencia en la moral y la felicidad, 1793), es un libro en el que se señala la filosofía política del filósofo del siglo XVIII William Godwin. Es un libro que anticipa algunas de las ideas anarquistas del siglo XIX.

## Influencia
Godwin comenzó a planear la idea de Justicia política en 1791, luego de la publicación de la obra de Thomas Paine  en respuesta a la obra de Edmund Burke Reflections on the Revolution in France (1790). Sin embargo, a diferencia de la mayor parte de las obras de Burke, las cuales resaltaban la controversia de la revolución, Godwin no se refirió a los eventos políticos del momento; sólo se basó en los principios filosóficos subyacentes. Su longitud y precio (costaba más de £1) lo colocaron en una posición inaccesible para la audiencia popular de Rights of Man y probablemente protegieron a Godwin de la persecución que habían sufrido otros escritores, tales como Paine. No obstante, Godwin se convirtió en una figura reverenciada entre los radicales, y fue visto como líder intelectual entre ellos. Una de las formas por la que el texto accedió a una mayor cantidad de público fueron sus versiones pirateadas, los extractos del libro publicados en los periódicos, y las lecturas que dio John Thelwall basándose en sus ideas.
Justicia política fue también aplaudido por la primera generación de poetas románticos, tales como William Wordsworth y Samuel Taylor Coleridge, aunque más tarde ellos dejarían de ser radicales. Sin embargo, como explica el historiador del Romanticismo Andrew McCann, 

«fue mediante el radicalismo presente en las obras de Percy Bysshe Shelley que el pensamiento de Godwin ejerció su mayor influencia en el movimiento romántico, ya que las obras de dicho poeta resucitó el sentimiento radical luego de las Guerras Napoleónicas».

## Temática
A pesar de haber sido publicado durante la Revolución francesa, las Guerras Revolucionarias Francesas y posteriormente los juicios por traición de 1794 en Gran Bretaña, Justicia política explica que la humanidad inevitablemente progresará: utiliza como argumentos la posibilidad de perfeccionar la raza humana y mejorar la educación. McCann explica que 

«Justicia Política es, en primer lugar, una crítica a las instituciones políticas. Su visión de la perfección humana es anarquista, ya que ve al gobierno y a las prácticas sociales relacionadas con la política como un monopolio sobre la propiedad, y al matrimonio y la monarquía como obstáculos en el camino del progreso de la humanidad»
.

 Godwin creía que el gobierno «simula estar a nuestra disposición personal, pero en realidad sólo vigila nuestras transacciones privadas». En su lugar, Godwin propone una sociedad en la cual los seres humanos usen su razón para decidir la mejor manera de actuar. La mera existencia de gobiernos, incluso los que fueron elegidos sin consenso, demuestra que las personas no pueden regular aún su conducta basándose en su conciencia.
Godwin argumentó que el enlace entre la política y la moralidad era muy estricto, por lo que quería restaurarlo. McCann explica que bajo el punto de vista de Godwin, 

«mientras que la opinión pública se basa en los dictados de la razón, las instituciones políticas también deberían dirigirse de esta forma, dejando, finalmente, a los seres humanos a organizarse a sí mismos en lo que sería una democracia directa».

 Godwin creía que las personas pueden ser racionales; escribió: 

«La opinión es el motor más potente que puede ser llevado a la esfera de influencia de la sociedad política. La opinión falsa, la superstición y los prejuicios han sido, hasta el momento, las bases de la usurpación y el despotismo».

Godwin no fue un revolucionario como John Thelwall o la London Corresponding Society. Como anarquista filosófico, creía que el cambio llegaría gradualmente y que no había necesidad de una revolución violenta. Argumenta que «la tarea que, en el presente, debería ocupar el primer lugar en los pensamientos del ser humano es la reforma, la comunicación, la discusión». Godwin así mostró su creencia de que los individuos desean que la razón sea utilizada sinceramente y verdaderamente en el trato mutuo. En el siglo XX, fue Jürgen Habermas quien continuó con su idea.
Sin embargo, las paradojas y las contradicciones son lo más notorio de Justicia política. Como explica McCann, «la fe en la capacidad de la opinión pública de llegar al progreso a través de la educación, basada en su propio ejercicio de la razón, es constantemente ignorada por las formas reales de la acción pública y la vida política, las cuales, según Godwin, terminan mezclando peligrosamente lo individual con lo colectivo». Por ejemplo, Godwin critica los discursos políticos porque se basan en el sentimiento, y a la prensa impresa porque perpetua el dogma, en lugar de la educación.